# Giacomo Cavedone
Giacomo Cavedone (anche Cavedoni) (Sassuolo, 1577 – Bologna, 1660) è stato un pittore italiano.

## Biografia

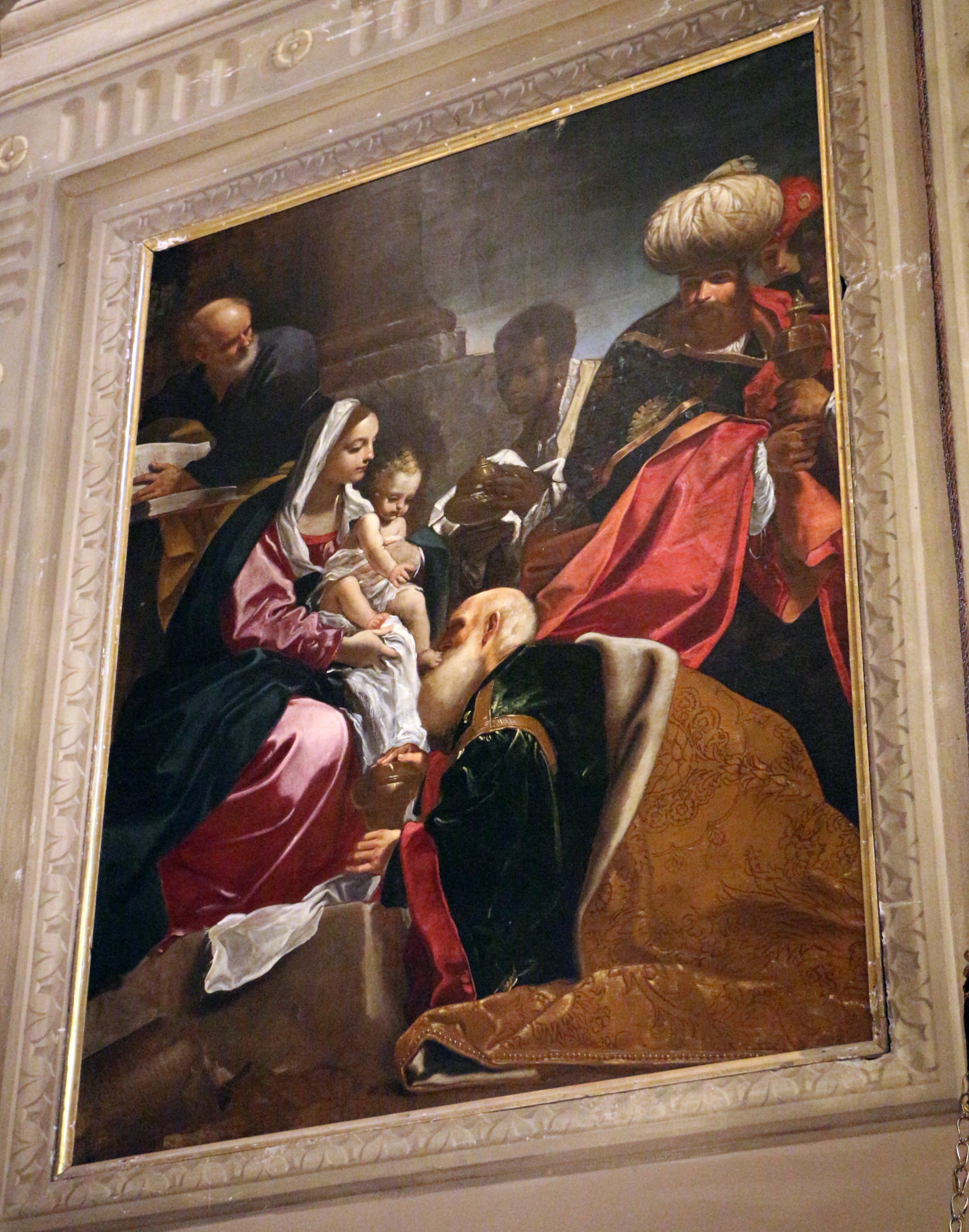
Adorazioni dei Magi, Chiesa di San Paolo Maggiore, Bologna

Allievo di Annibale Carracci, successivamente con la partenza di quest'ultimo per Roma divenne il principale aiuto di Ludovico Carracci, ereditandone alla morte nel 1619 il titolo di "caposindaco" dell'Accademia degli Incamminati, come attestano i lavori svolti nel palazzo Fava a Bologna e le opere realizzate nei primi anni del Seicento (come il S.Antonio abate battuto dai demoni del 1607 circa per la Chiesa di San Benedetto a Bologna) contraddistinti da una regolare sintesi formale.
Nell'autunno del 1609 è a Roma come aiuto di Guido Reni, qui rimane impressionato dall'opera del Michelangelo Merisi da Caravaggio.

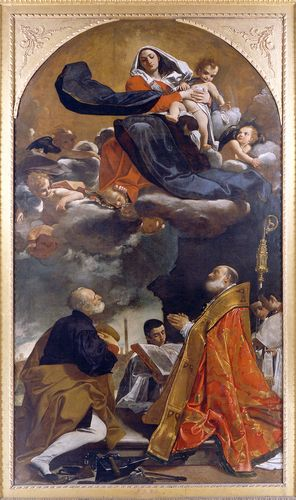
Pala della Vergine e i santi Alò e Petronio, Pinacoteca Nazionale di Bologna

Tornato a Bologna, tra il 1611 e il 1613 lavorò alla decorazione della Cappella Arrigoni nella chiesa di San Paolo Maggiore, realizzando tre affreschi nella volta e due tele laterali, con l'Adorazione dei pastori e l'Adorazione dei magi. Databili attorno al 1613 sono anche gli affreschi della cappella Bavosi nella Basilica di San Giacomo Maggiore.
Tra il 1612 e il 1613 è a Venezia, in cui trovò l'ispirazione per la composizione, nell'anno seguente, della pala con La Madonna e i ss. Alò e Petronio della Pinacoteca Nazionale di Bologna, dipinta per la chiesa di Santa Maria dei Mendicanti. In essa ai ricordi di Caravaggio si uniscono quelli riportati da Venezia di Paolo Veronese e di Tiziano.
Attorno al 1618 collabora con la scuola di Ludovico Carracci alla decorazione ad affresco dell'oratorio di San Rocco (San Rocco ritrovato nel Bosco da Gottardo e nel soffitto Allegoria della Pazienza), dove poté lavorare a fianco di artisti quali Lucio Massari e il giovane Guercino.
Agli inizi degli anni '20 sono databili opere bolognesi come La Visione del Beato Giovanni da S.Facondo (Basilica di San Giacomo Maggiore), Storie del Crocifisso di Beirut (Chiesa di San Salvatore) e la pala con L'Ascensione di Cristo (Oratorio di S.Martino).

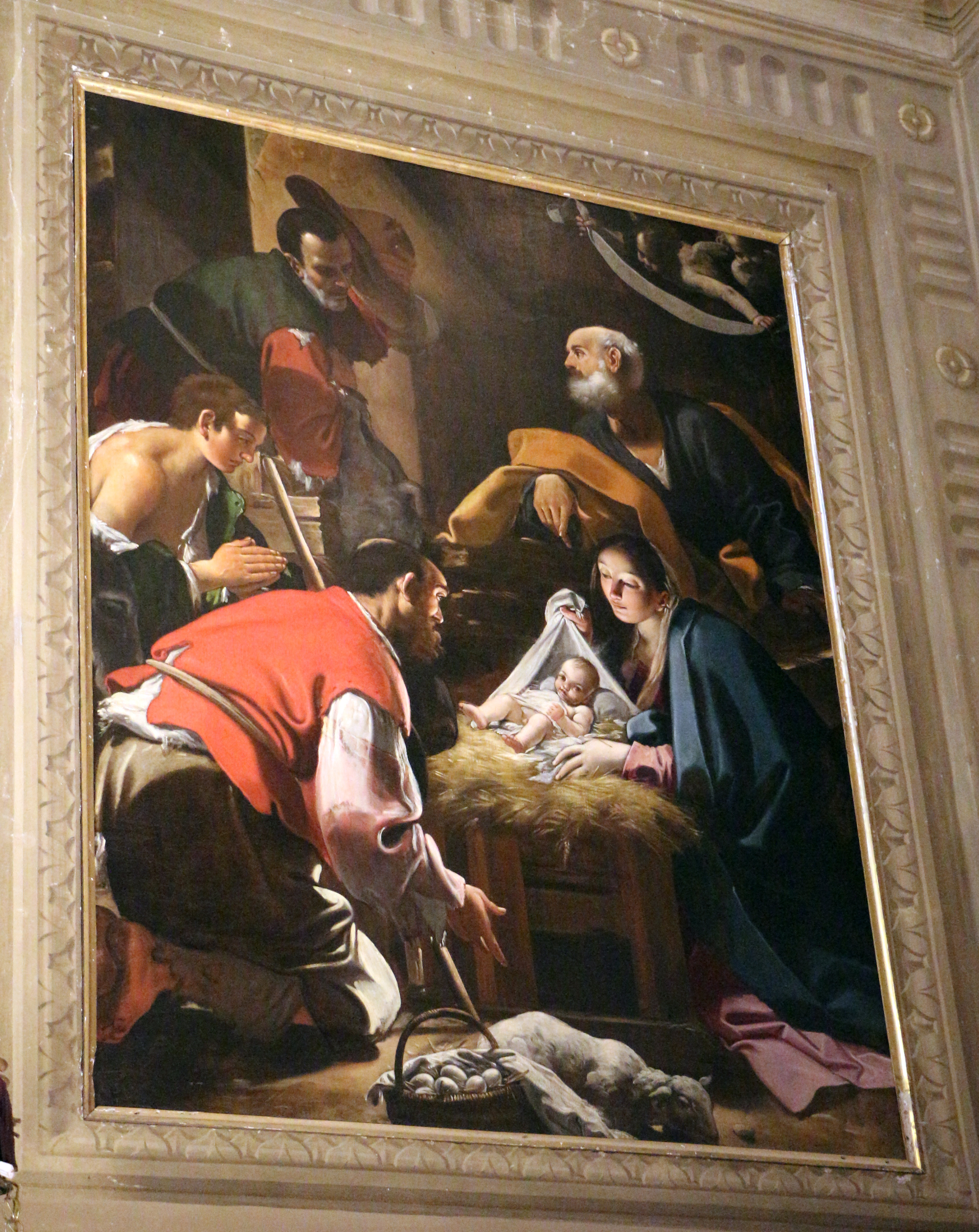
Adorazione dei pastori, Chiesa di San Paolo Maggiore, Bologna.

Nel 1624, in seguito a una caduta dovette rinunciare a dipingere, per la conseguente inabilità, e sei anni dopo gran parte della sua famiglia fu decimata dalla peste.  
Una delle sue ultime opere, dipinta quando era già in parte inabile con l'aiuto di alcuni assistenti fu la Estasi di Santo Stefano nella Chiesa di Santa Maria Labarum Coeli a Bologna. Morì sempre a Bologna nel 1660.